# Steerecleus serrulatus
Steerecleus serrulatus är en bladmossart som beskrevs av H. Robinson 1987. Steerecleus serrulatus ingår i släktet Steerecleus och familjen Brachytheciaceae. Inga underarter finns listade i Catalogue of Life.